# Zakrzewo-Parcele
Zakrzewo-Parcele (do 2008 Zakrzewo-Działkowicze) – wieś w Polsce położona w województwie kujawsko-pomorskim, w powiecie włocławskim, w gminie Baruchowo. Do 2007 roku nosiła nazwę Zakrzewo-Działkowicze.
W latach 1975–1998 miejscowość należała administracyjnie do województwa włocławskiego.